# Bommes
Bommes är en kommun i departementet Gironde i regionen Nouvelle-Aquitaine i sydvästra Frankrike. Kommunen ligger i kantonen Langon som tillhör arrondissementet Langon. År 2022 hade Bommes 450 invånare.

## Befolkningsutveckling
Antalet invånare i kommunen Bommes
Referens:INSEE